# Odenplan (metrostation)
Odenplan is een station langs de groene route van de metro van Stockholm, gelegen in het district vasastaden van Stockholm.
Het ondergrondse station bevindt zich onder de Karlbergsvägen tussen het Odenplan en de Västmannagatan. De afstand van het station Slussen is 3,4 km. Het station heeft een perron op 9 meter onder de grond en twee verdeelhallen. Aan de noordkant van het station is een keerspoor dat het mogelijk maakt dat uit het zuiden komende treinen bij Odenplan kunnen keren.

## Geschiedenis
Odenplan was gepland als splitsing van de groene route aan de noordkant van het centrum. De ene tak zou gaan lopen naar Huvudsta en de andere is de gebouwde westlijn. Voor de tak naar Huvudsta zijn enkele werkzaamheden uitgevoerd maar deze tak is in de jaren 80 als onderdeel van de blauwe route als lijn T10 gerealiseerd, waarbij ten zuiden van Västra skogen via Fridhemsplan en niet via Odenplan wordt gereden.
De openingshandeling voor de westlijn tussen Kungsgatan en Vällingby werd op 26 oktober 1952 op Odenplan verricht door Prins Bertil. Hierbij werd ook de oostelijke toegang aan het Odenplan geopend. De westelijke toegang aan de Karlbergsvägen 24 werd pas op 22 december 1961 in gebruik genomen.
Vanaf 1963 was het Spårvägsmuseet gevestigd in een schuilkelder onder het perron tot het in 1989 verhuisde naar Södermalm. Op het perron bevindt zich een glazen kiosk waarin pas afgestudeerde studenten van verschillende kunstacademies hun werken kunnen exposeren. De objecten worden iedere drie maanden verwisseld. De kiosk zelf is ontworpen door de architect Yorgo Turac en in 1996 voltooid. Als kunstwerk was een trap van het station van grote pianotoetsen voorzien, met echt geluid als je er over liep.
- Pianotrap van Odenplan

## Uitbreiding
In de 21ste eeuw is de uitbreiding van het station gestart. Voor de pendeltåg is een ondergronds station, dat in 2017 werd geopend, onder het metrostation gebouwd ter vervanging van pendeltågstation Karlberg. De tunnelbana zal volgens het metrobesluit 2013 worden uitgebreid en als eerste deel van de nieuwe gele route zal het deeltraject Odenplan - Hagastaden worden gebouwd. Hiervoor zal een derde perronspoor worden aangelegd tegen de noordrand van de bestaande tunnel. Om de nieuwe reizigersstroom te kunnen verwerken is de hoofdingang uit 1952 vervangen door een nieuw toegangsgebouw dat zowel de beide metro routes als de pendeltåg zal bedienen.

## Galerij

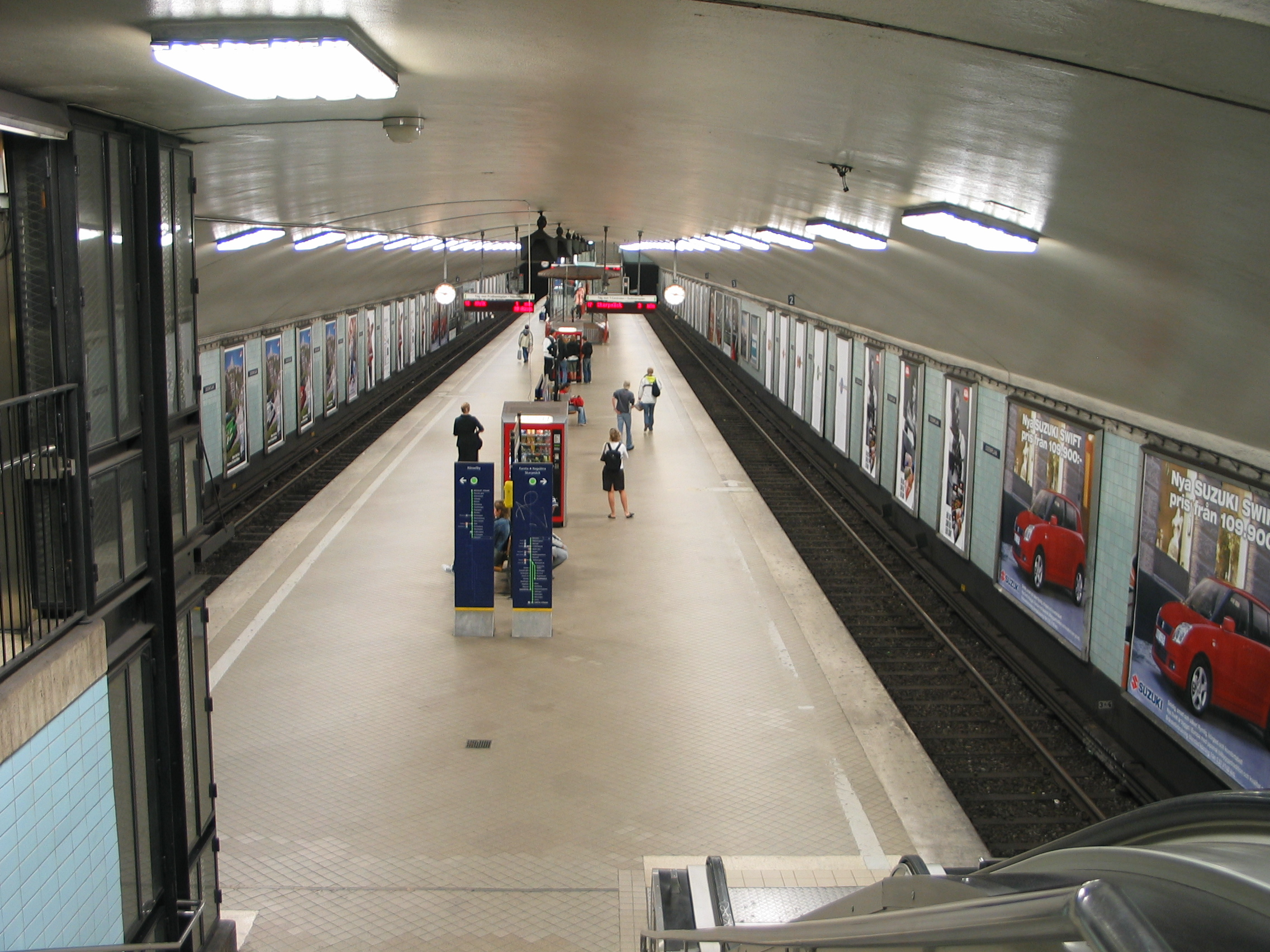
Het perron in augustus 2005
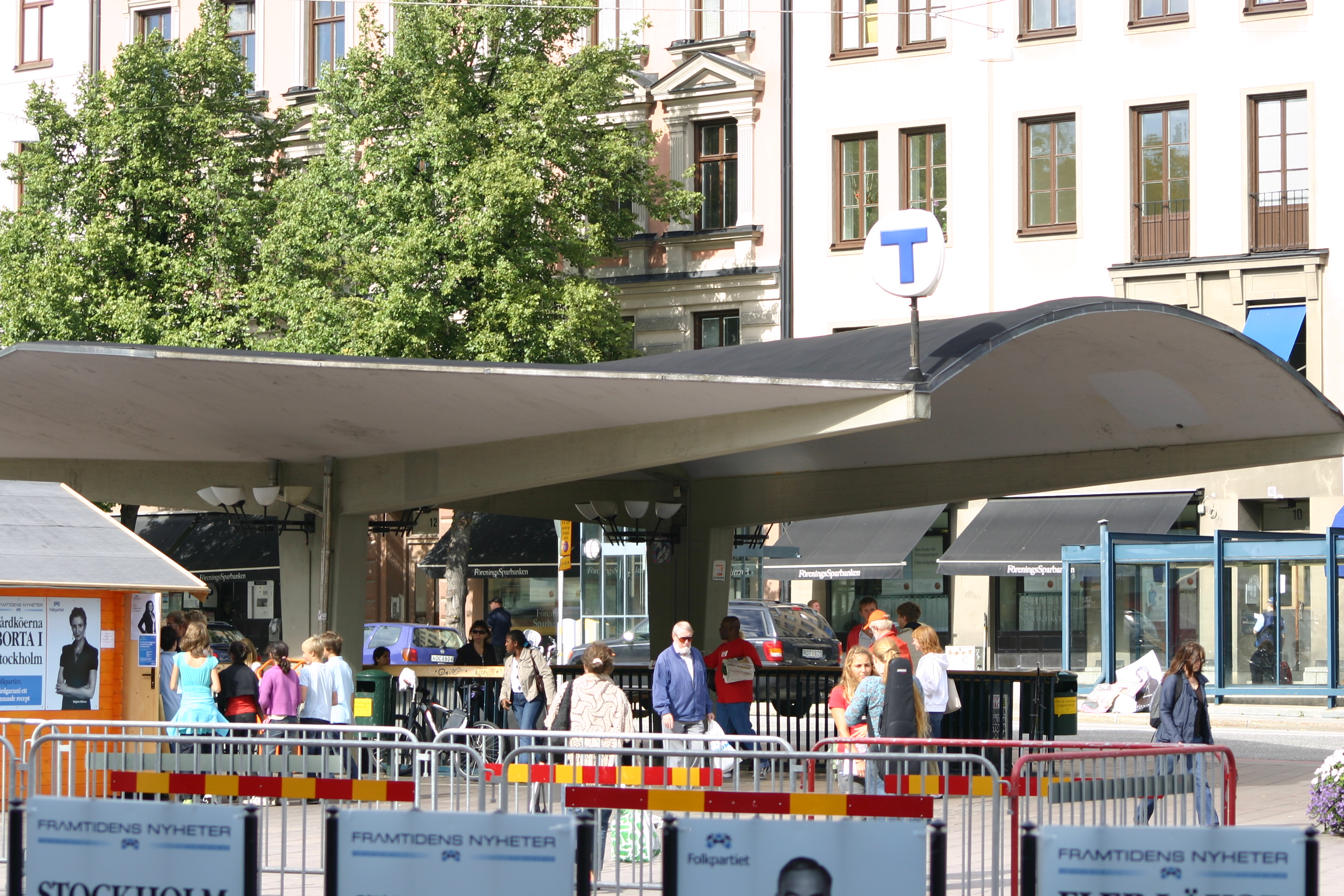
De hoofdingang uit 1952
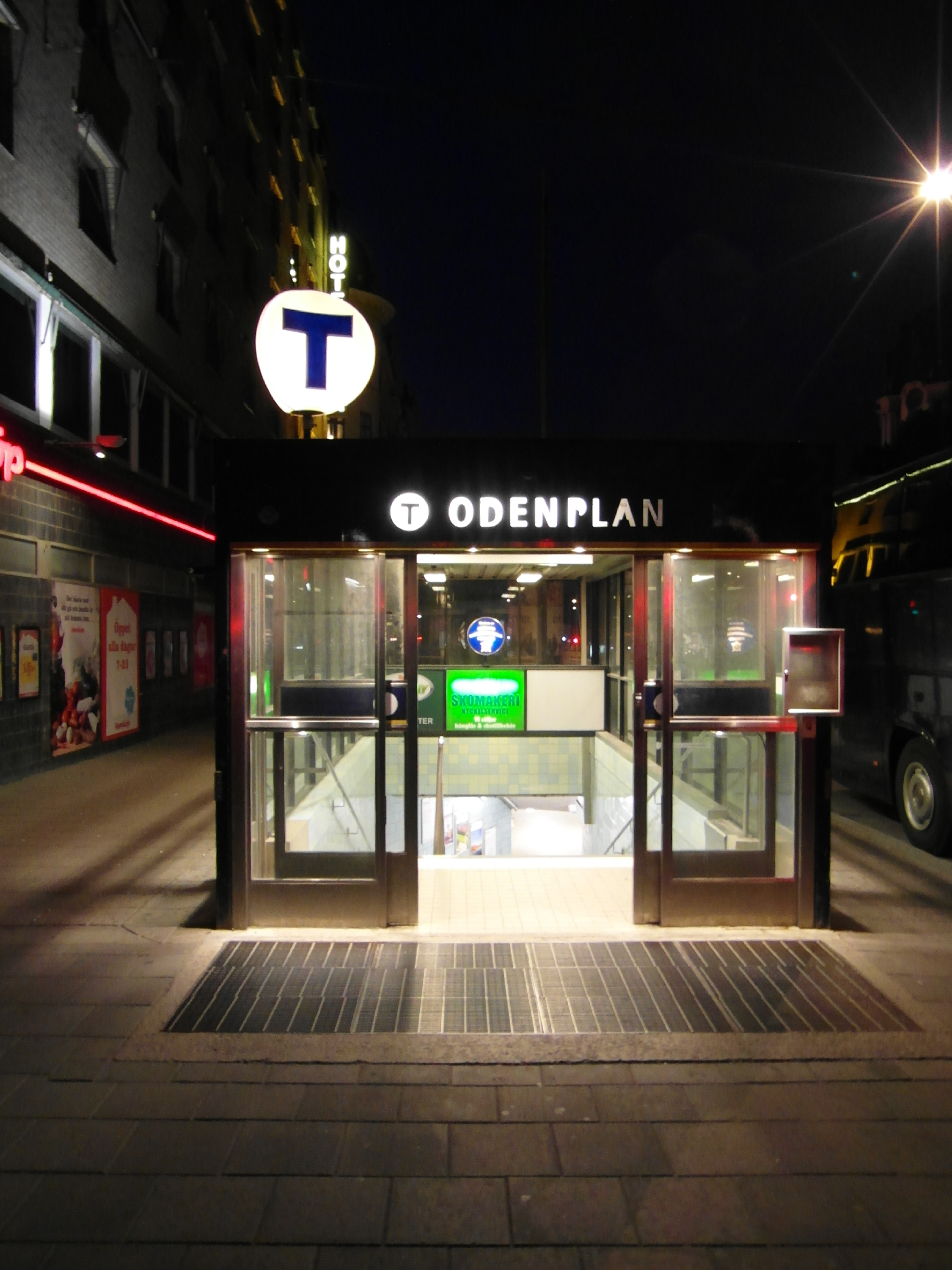
De westelijke toegang uit 1961
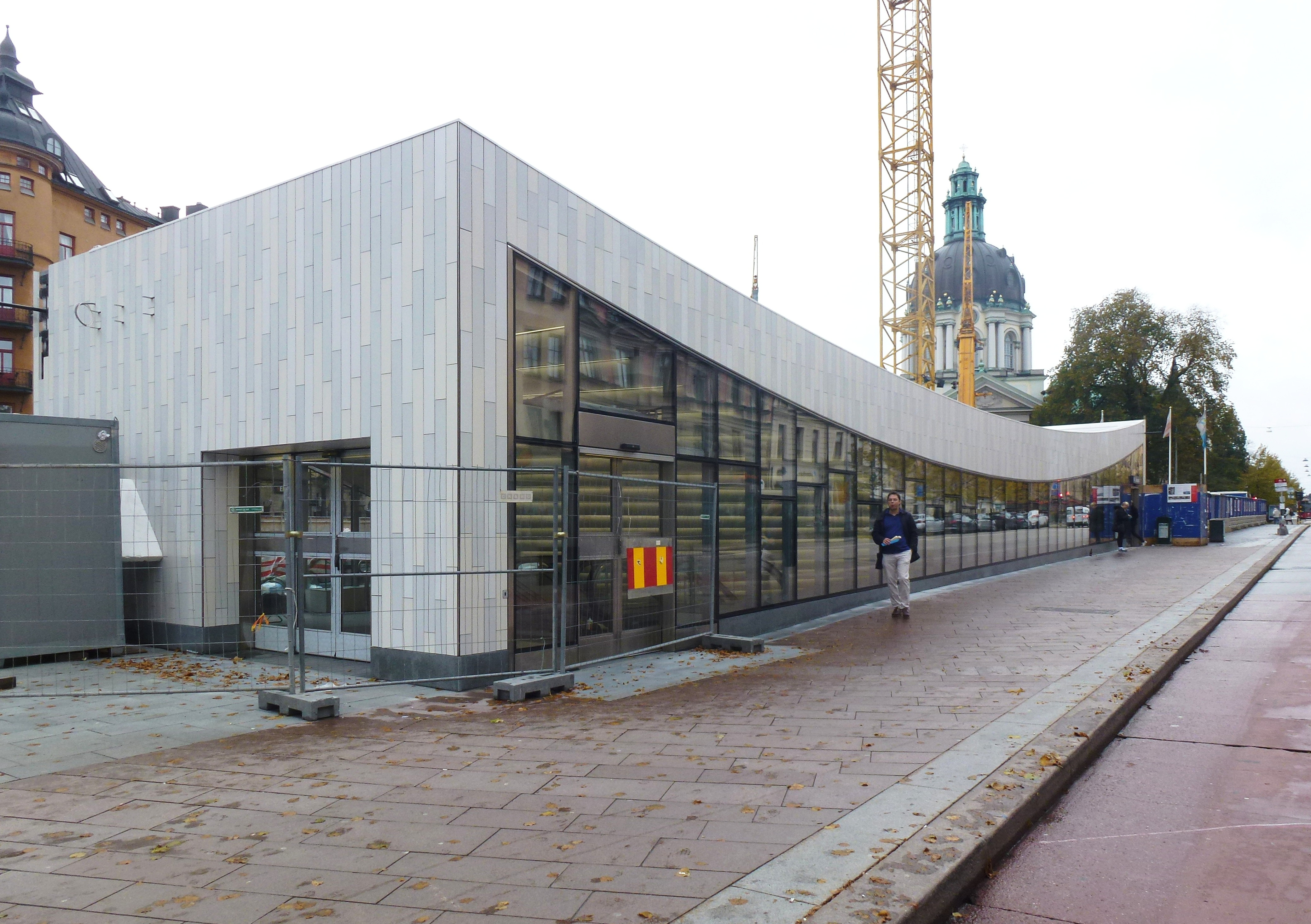
Nieuwe toegangsgebouw in oktober 2014
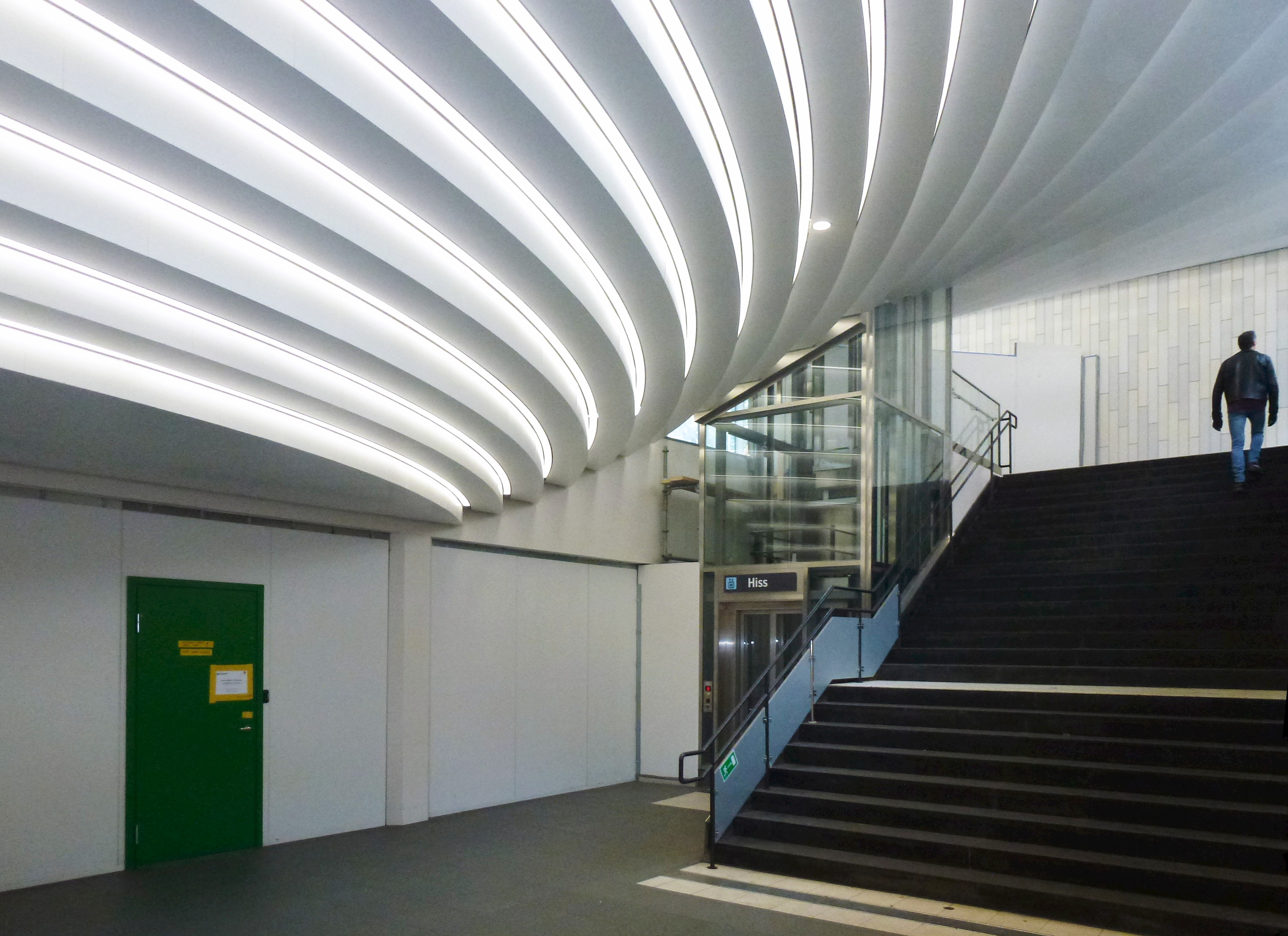
Interieur van het nieuwe toegangsgebouw

(Alvsjö)·
(Östberga Årstafältet) ·
(Årstaberg) ·
(Liljeholmen) ·
(Hornstull) ·
(Fridhemsplan) ·
Odenplan ·
Hagastaden ·
Södra Hagalund ·
Arenastaden ·
(Järva krog) ·
(Bergshamra) ·
(Danderyds sjukhus) ·
Åkeshov· 
Brommaplan·
Abrahamsberg· 
Stora Mossen· 
Alvik · 
Kristineberg · 
Thorildsplan  · 
Fridhemsplan · 
S:t Eriksplan · 
Odenplan  · 
Rådmansgatan  · 
Hötorget · 
T-Centralen ·  
Gamla Stan · 
Slussen · 
Medborgarplatsen ·  
Skanstull · 
Gullmarsplan ·  
Skärmarbrink·  
Hammarbyhöjden·  
Björkhagen·  
Kärrtorp ·  
Bagarmossen·  
Skarpnäck
Alvik · 
Kristineberg · 
Thorildsplan  · 
Fridhemsplan · 
S:t Eriksplan · 
Odenplan  · 
Rådmansgatan  · 
Hötorget · 
T-Centralen ·  
Gamla Stan · 
Slussen · 
Medborgarplatsen ·  
Skanstull · 
Gullmarsplan ·  
Skärmarbrink ·  
Blåsut·  
Sandsborg·  
Skogskyrkogården ·  
Tallkrogen·
Gubbängen·  
Hökarängen·
Farsta·
Farsta strand
Hässelby strand · 
Hässelby gård ·
Johannelund ·
Vällingby ·
Råcksta ·
Blackeberg ·
Islandstorget ·
Ängbyplan ·
Åkeshov· 
Brommaplan·
Abrahamsberg· 
Stora Mossen· 
Alvik · 
Kristineberg · 
Thorildsplan  · 
Fridhemsplan · 
S:t Eriksplan · 
Odenplan  · 
Rådmansgatan  · 
Hötorget · 
T-Centralen ·  
Gamla Stan · 
Slussen · 
Medborgarplatsen ·  
Skanstull · 
Gullmarsplan ·  
Globen ·
Enskede gård ·
Sockenplan ·
Svedmyra ·
Stureby ·
Bandhagen ·
Högdalen ·
Rågsved ·
Hagsätra